# Euphyia jacintharia
Euphyia jacintharia är en fjärilsart som beskrevs av Achille Guenée 1858. Euphyia jacintharia ingår i släktet Euphyia och familjen mätare. Inga underarter finns listade i Catalogue of Life.